# غزالة غربية (الرقة)
غزالة غربية قرية سورية تتبع ناحية المنصورة في منطقة الثورة في محافظة الرقة. بلغ عدد سكانها 321 نسمة في عام 2004 حسب إحصاء المكتب المركزي للإحصاء.